# René Llense
René Llense (Collioure, 14 luglio 1913 – Sète, 12 marzo 2014) è stato un calciatore francese, di ruolo portiere.
All'epoca del decesso, avvenuto a Sète nel 2014 all'età di 100 anni, era l'ultimo ex calciatore vivente ad aver disputato un Campionato mondiale di calcio prima della seconda guerra mondiale, dopo la morte del cubano Juan Tuñas avvenuta il 4 aprile 2011.

## Palmarès

### Club

#### Competizioni nazionali
- Campionato francese: 1

Sète: 1933-1934
- Coppa di Francia: 1

Sète: 1933-1934